# Banderilla (Messico)
Banderilla è una municipalità dello stato di Veracruz, nel Messico centrale, il cui capoluogo è la località omonima.
Conta 21.5462 abitanti (2010) e ha una estensione di 19,84 km². 	
La tradizione vuole che il comune sia così chiamato perché i ladri ponevano una bandiera sulla cima della collina della Martinica per segnalare ai complici il passaggio di merci sulla strada reale, in modo che i complici potessero tendere un agguato.